# Hôtel Drouot

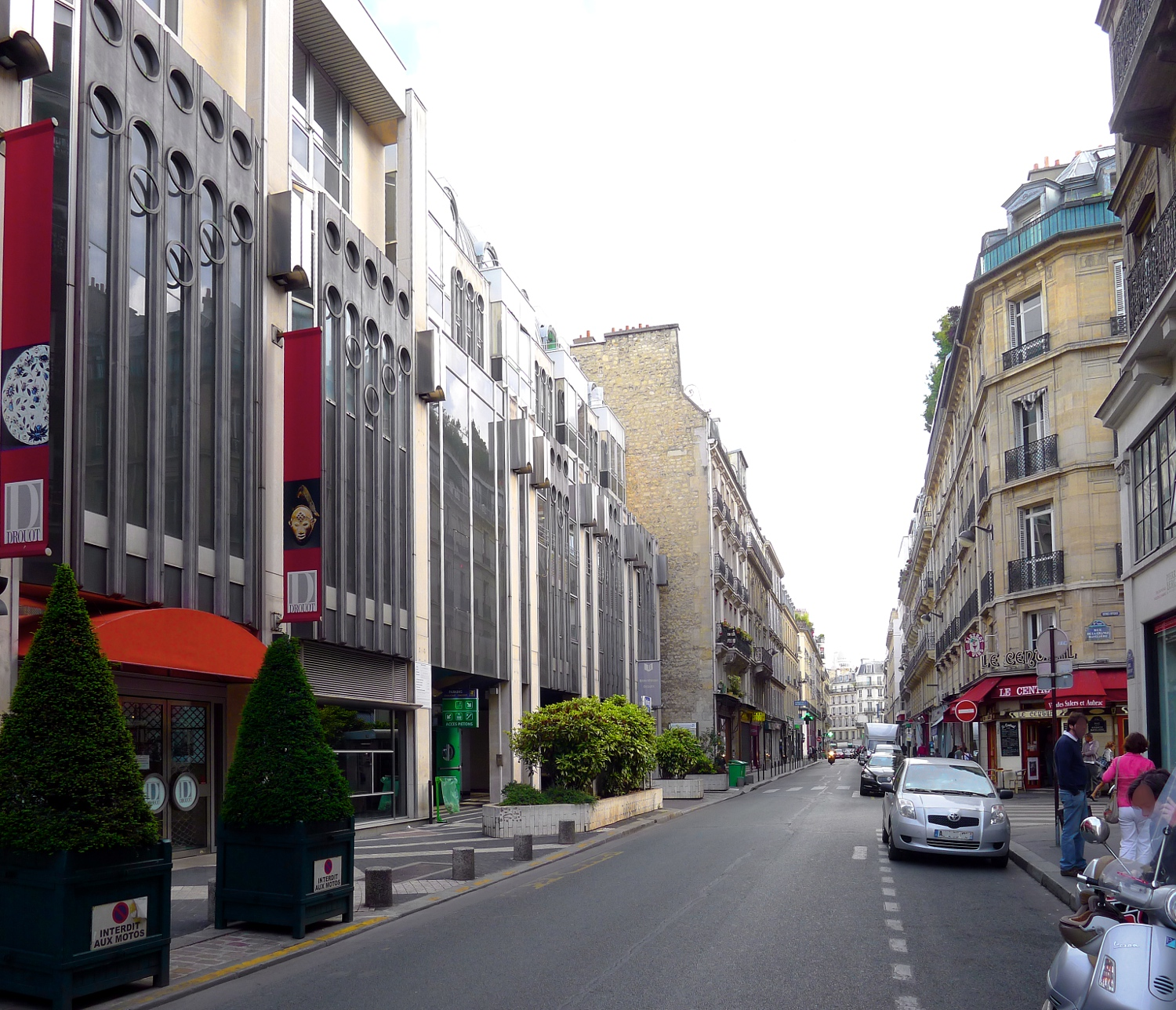
Het huidige gebouw van het Hôtel Drouot (links)

Het Hôtel Drouot is een groot veilinghuis in Parijs. De hoofdzetel is gevestigd op nr. 9 in de rue Drouot in het 9e arrondissement en het wordt Drouot-Richelieu genoemd. Andere vestigingen zijn Drouot-Montaigne, Drouot-Montmartre en Drouot-Véhicules. Er vinden ongeveer 2000 veilingen per jaar plaats waarop naar schatting 800.000 objecten worden verkocht voor een totaal van ongeveer € 520 miljoen, in vergelijking met € 1,95 miljard bij Christie's en € 1,61 miljard bij Sotheby's.

## Geschiedenis

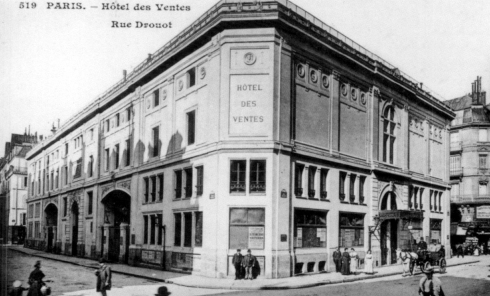
Hôtel des ventes de Drouot, 1852

Het Hôtel Drouot werd geopend op 1 juni 1852. De straat waarin het gebouw gesitueerd is, werd genaamd naar graaf Antoine Drouot, een generaal van Napoleon. Het oude gebouw werd afgebroken van 1976 tot 1980 en het nieuwe gebouw werd gebouwd naar de plannen van de architecten Jean-Jacques Fernier en André Biro. Tijdens de bouwwerken ging de verkoop verder in de gebouwen van het vroegere Gare d’Orsay nu het Musée d'Orsay.
Vanaf de 19e eeuw gebruikte het veilinghuis de pers om de komende verkopen te promoten en sedert 1834 wordt wekelijks de Gazette Drouot uitgegeven die de komende verkopen documenteert.
Drouot was lange tijd het belangrijkste veilinghuis in Frankrijk dankzij een edict van Hendrik II van Frankrijk uit 1556 dat stelde dat een veilingmeester een door de staat aangestelde ambtenaar moet zijn, en die commissaires-priseurs hadden een monopolie op het uitvoeren van publieke veilingen. Dit besluit werd in juli 2000 door de rechtbank aangepast wat maakt dat de Angelsaksische concurrenten nu ook toegang hebben tot de Franse markt.
De directeur Olivier Lange ziet nog wel een belangrijke rol voor Drouot, een belangrijke getuige van de Franse cultuur. De kracht van Drouot, zegt hij, ligt in zijn veelzijdigheid. In tegenstelling tot de Angelsaksische huizen, die slechts datgene verkopen wat zeer veel geld opbrengt, is Drouot aanwezig op de volledige kunstmarkt. Zij zijn niet elitair, maar dragen bij aan een beschavingsproject. Zij zijn een doorgeefluik van emoties en gedachten. "Als ik mij met de geschiedenis van een object vereenzelvig, leef ik met het verleden dat het heden rijker maakt", is daarbij het motto.

## Belangrijke veilingen
Enkele belangrijke veilingen waren:
- 6-30 december 1852: verkoop van de eigendommen van Louis-Philippe I van Frankrijk
- 7 april 1860: verkoop 88 werken van verschillende Franse schilders, w.o. Jules Breton, Jean-Baptiste Corot, Charles-François Daubigny en Constant Troyon ten behoeve van de terugkeer van Johan Barthold Jongkind naar Parijs. Opbrengst: ongeveer 6000 Fr.Francs[6]
- 13 december 1861: verkoop van stukken uit de inboedel van Apollonie Sabatier w.o. een buste van Sabatier door Auguste Clésinger, zeven schilderijen van Jean-Louis-Ernest Meissonier waaronder Polichinelle, tekeningen van o.a. Charles Jalabert en Joseph Ferdinand Boissard de Boisdenier.[7]
- 1864 en 1867: verkoop van de ateliers van Eugène Delacroix en Jean Auguste Dominique Ingres.
- 24 maart 1875: eerste verkoop van impressionistische werken van onder meer Berthe Morisot, Claude Monet, Édouard Manet, Alfred Sisley
- 1881: verkoop van de werken uit de nalatenschap van Gustave Courbet
- Februari 1884: verkoop van de werken uit de nalatenschap van Édouard Manet
- December 1893: verkoop van de werken uit de nalatenschap van Guy de Maupassant.
- Februari 1897: verkoop van de verzameling van Edmond en Jules de Goncourt.
- November 1910: verkoop van de verzameling van de graaf van Camondo.
- Maart 1914: verkoop van de Peau de l’Ours, ondeelbare collectie samengesteld door André Level in 1904, met werken van “enkele jongeren die de huidige smaak vertegenwoordigen maar nagenoeg onbekend waren” (Henri Matisse, Pablo Picasso, Paul Gauguin, Raoul Dufy, Vincent van Gogh, Odilon Redon, Van Dongen enz.)
- 1918: verkoop van het atelier van Edgar Degas.
- 6 juli 1923: verkoop van het meubilair van Sarah Bernhardt.
- 1931: verkoop van souvenirs en juwelen van tsaar Alexander II.
- 1987-1988: de collectie van Georges Renan wordt verkocht over drie veilingen, het was een verzameling van romantische, impressionistische en moderne werken.
- 25 november 1990: verkoop van de verzameling van Alain Delon.
- 27 november 1997: verkoop van impressionistische werken uit de nalatenschap van mevrouw Julien Rouart, met onder meer werken van Berthe Morisot.
- 29, 30 en 31 maart 2002: nalatenschap van prinses Soraya, echtgenote van Mohammad Reza Pahlavi, de shah van Iran.

## Weblinks
- Drouot.com
- Gazette de l'Hôtel Drouot
- Artikel in de The Burlington Gazette van april 1903 “A chronicle of the hôtel Drouot"